# Terceiro Consistório Ordinário Público de 1889

## Cardeais Eleitores
| Nº         | País       | Nome                | Idade      | Cargo                         | Título ou Diaconia                                |
| In Pectore | In Pectore | In Pectore          | In Pectore | In Pectore                    | In Pectore                                        |
| ---------- | ---------- | ------------------- | ---------- | ----------------------------- | ------------------------------------------------- |
| 1          | Itália     | Vincenzo Vannutelli | 53         | Núncio apostólico em Portugal | Revelado no Consistório Ordinário Público de 1890 |